# Omgång 1 i kvalspelet till världsmästerskapet i fotboll 2018 (CONCACAF)
Omgång 1 i kvalspelet till världsmästerskapet i fotboll 2018 (CONCACAF) spelade mellan den 22 mars och 31 mars 2015.

## Resultat
| CONCACAF – kvalomgång 1 | CONCACAF – kvalomgång 1 | CONCACAF – kvalomgång 1  | CONCACAF – kvalomgång 1 | CONCACAF – kvalomgång 1 |
| ----------------------- | ----------------------- | ------------------------ | ----------------------- | ----------------------- |
| Lag 1                   | Totalt                  | Lag 2                    | Möte 1                  | Möte 2                  |
| Bahamas                 | 0–8                     | Bermuda                  | 0–5                     | 0–3                     |
| Brittiska Jungfruöarna  | 2–3                     | Dominica                 | 2–3                     | 0–0                     |
| Barbados                | 4–1                     | Amerikanska Jungfruöarna | 0–1                     | 4–0                     |
| Saint Kitts och Nevis   | 12–40                   | Turks- och Caicosöarna   | 6–2                     | 6–2                     |
| Nicaragua               | 8–0                     | Anguilla                 | 5–0                     | 3–0                     |
| Belize                  | 00001–1 (BM)            | Caymanöarna              | 0–0                     | 1–1                     |
| Curaçao                 | 4–3                     | Montserrat               | 2–1                     | 2–2                     |

### Bahamas mot Bermuda
|             | 25 mars 2015 | Bahamas | 0 – 5   | Bermuda                                                | Thomas Robinson Stadium                               |                                                       |
| 19:30 UTC−4 | 19:30 UTC−4  |         | (0 – 3) | Leverock 4′ Wells 14′ (str.) Lewis 29′ Donawa 57′, 70′ | Nassau Publik: 3 500 Domare: Armando Villarreal (USA) | Nassau Publik: 3 500 Domare: Armando Villarreal (USA) |
| 19:30 UTC−4 | 19:30 UTC−4  |         |         |                                                        | Nassau Publik: 3 500 Domare: Armando Villarreal (USA) | Nassau Publik: 3 500 Domare: Armando Villarreal (USA) |
| 19:30 UTC−4 | 19:30 UTC−4  |         |         |                                                        | Nassau Publik: 3 500 Domare: Armando Villarreal (USA) | Nassau Publik: 3 500 Domare: Armando Villarreal (USA) |

|             | 29 mars 2015 | Bermuda                    | 3 – 0   | Bahamas | Bermuda National Stadium                                      |                                                               |
| 15:00 UTC−3 | 15:00 UTC−3  | Wells 79′, 87′ Burgess 81′ | (0 – 0) |         | Devonshire Publik: 4 370 Domare: Ricardo Montero (Costa Rica) | Devonshire Publik: 4 370 Domare: Ricardo Montero (Costa Rica) |
| 15:00 UTC−3 | 15:00 UTC−3  |                            |         |         | Devonshire Publik: 4 370 Domare: Ricardo Montero (Costa Rica) | Devonshire Publik: 4 370 Domare: Ricardo Montero (Costa Rica) |
| 15:00 UTC−3 | 15:00 UTC−3  |                            |         |         | Devonshire Publik: 4 370 Domare: Ricardo Montero (Costa Rica) | Devonshire Publik: 4 370 Domare: Ricardo Montero (Costa Rica) |

Bermuda avancerade till andra omgången med det ackumulerade slutresultatet 8–0.

### Brittiska Jungfruöarna mot Dominica
|             | 26 mars 2015 | Brittiska Jungfruöarna  | 2 – 3   | Dominica                                 | Windsor Park                                       |                                                    |
| 19:00 UTC−4 | 19:00 UTC−4  | E. Moss 42′ Johnson 52′ | (1 – 1) | Elizee 45+1′ Mit. Joseph 65′ Peltier 80′ | Roseau Publik: 1 169 Domare: Karl Tyrell (Jamaica) | Roseau Publik: 1 169 Domare: Karl Tyrell (Jamaica) |
| 19:00 UTC−4 | 19:00 UTC−4  |                         |         |                                          | Roseau Publik: 1 169 Domare: Karl Tyrell (Jamaica) | Roseau Publik: 1 169 Domare: Karl Tyrell (Jamaica) |
| 19:00 UTC−4 | 19:00 UTC−4  |                         |         |                                          | Roseau Publik: 1 169 Domare: Karl Tyrell (Jamaica) | Roseau Publik: 1 169 Domare: Karl Tyrell (Jamaica) |

|             | 29 mars 2015 | Dominica | 0 – 0   | Brittiska Jungfruöarna | Windsor Park                                            |                                                         |
| 17:00 UTC−4 | 17:00 UTC−4  |          | (0 – 0) |                        | Roseau Publik: 2 661 Domare: Fernando Guerrero (Mexiko) | Roseau Publik: 2 661 Domare: Fernando Guerrero (Mexiko) |
| 17:00 UTC−4 | 17:00 UTC−4  |          |         |                        | Roseau Publik: 2 661 Domare: Fernando Guerrero (Mexiko) | Roseau Publik: 2 661 Domare: Fernando Guerrero (Mexiko) |
| 17:00 UTC−4 | 17:00 UTC−4  |          |         |                        | Roseau Publik: 2 661 Domare: Fernando Guerrero (Mexiko) | Roseau Publik: 2 661 Domare: Fernando Guerrero (Mexiko) |

Dominica avancerade till andra omgången med det ackumulerade slutresultatet 3–2.

### Barbados mot Amerikanska Jungfruöarna
|             | 22 mars 2015 | Barbados | 0 – 1   | Amerikanska Jungfruöarna | Barbados National Stadium                                             |                                                                       |
| 19:00 UTC−4 | 19:00 UTC−4  |          | (0 – 1) | Browne 16′               | Bridgetown Publik: 2 300 Domare: Kimbell Ward (Saint Kitts och Nevis) | Bridgetown Publik: 2 300 Domare: Kimbell Ward (Saint Kitts och Nevis) |
| 19:00 UTC−4 | 19:00 UTC−4  |          |         |                          | Bridgetown Publik: 2 300 Domare: Kimbell Ward (Saint Kitts och Nevis) | Bridgetown Publik: 2 300 Domare: Kimbell Ward (Saint Kitts och Nevis) |
| 19:00 UTC−4 | 19:00 UTC−4  |          |         |                          | Bridgetown Publik: 2 300 Domare: Kimbell Ward (Saint Kitts och Nevis) | Bridgetown Publik: 2 300 Domare: Kimbell Ward (Saint Kitts och Nevis) |

|             | 26 mars 2015 | Amerikanska Jungfruöarna | 0 – 4   | Barbados                                                  | Addelita Cancryn Junior High School Ground                    |                                                               |
| 15:30 UTC−4 | 15:30 UTC−4  |                          | (0 – 2) | Sargeant 4′ Jam. Chandler 25′ Harte 76′ Jab. Chandler 90′ | Charlotte Amalie Publik: 410 Domare: Kevin Morrison (Jamaica) | Charlotte Amalie Publik: 410 Domare: Kevin Morrison (Jamaica) |
| 15:30 UTC−4 | 15:30 UTC−4  |                          |         |                                                           | Charlotte Amalie Publik: 410 Domare: Kevin Morrison (Jamaica) | Charlotte Amalie Publik: 410 Domare: Kevin Morrison (Jamaica) |
| 15:30 UTC−4 | 15:30 UTC−4  |                          |         |                                                           | Charlotte Amalie Publik: 410 Domare: Kevin Morrison (Jamaica) | Charlotte Amalie Publik: 410 Domare: Kevin Morrison (Jamaica) |

Barbados avancerade till andra omgången med det ackumulerade slutresultatet 4–1.

### Saint Kitts och Nevis mot Turks- och Caicosöarna
|             | 23 mars 2015 | Saint Kitts och Nevis                                                 | 6 – 2   | Turks- och Caicosöarna          | Warner Park                                             |                                                         |
| 20:00 UTC−4 | 20:00 UTC−4  | Harris 18′ Leader 43′ O. Mitchum 45+3′, 90′ Hanley 68′ O'Loughlin 86′ | (3 – 1) | Forbes 22′ T. Leader 74′ (sjm.) | Basseterre Publik: 2 000 Domare: Sherwin Moore (Guyana) | Basseterre Publik: 2 000 Domare: Sherwin Moore (Guyana) |
| 20:00 UTC−4 | 20:00 UTC−4  |                                                                       |         |                                 | Basseterre Publik: 2 000 Domare: Sherwin Moore (Guyana) | Basseterre Publik: 2 000 Domare: Sherwin Moore (Guyana) |
| 20:00 UTC−4 | 20:00 UTC−4  |                                                                       |         |                                 | Basseterre Publik: 2 000 Domare: Sherwin Moore (Guyana) | Basseterre Publik: 2 000 Domare: Sherwin Moore (Guyana) |

|             | 26 mars 2015 | Turks- och Caicosöarna        | 2 – 6   | Saint Kitts och Nevis                                         | TCIFA National Academy                                         |                                                                |
| 19:00 UTC−4 | 19:00 UTC−4  | Calixte 5′ (str.), 14′ (str.) | (2 – 3) | J. Leader 7′, 29′ Panayiotou 33′ (str.), 55′, 60′ Robbins 73′ | Providenciales Publik: 420 Domare: Elmer Bonilla (El Salvador) | Providenciales Publik: 420 Domare: Elmer Bonilla (El Salvador) |
| 19:00 UTC−4 | 19:00 UTC−4  |                               |         |                                                               | Providenciales Publik: 420 Domare: Elmer Bonilla (El Salvador) | Providenciales Publik: 420 Domare: Elmer Bonilla (El Salvador) |
| 19:00 UTC−4 | 19:00 UTC−4  |                               |         |                                                               | Providenciales Publik: 420 Domare: Elmer Bonilla (El Salvador) | Providenciales Publik: 420 Domare: Elmer Bonilla (El Salvador) |

Saint Kitts och Nevis avancerade till andra omgången med det ackumulerade slutresultatet 12–4.

### Nicaragua mot Anguilla
|             | 23 mars 2015 | Nicaragua                                        | 5 – 0   | Anguilla | Nicaragua National Football Stadium                 |                                                     |
| 18:00 UTC−6 | 18:00 UTC−6  | Galeano 12′ Copete 25′, 39′ Barrera 37′ Lazo 63′ | (4 – 0) |          | Managua Publik: 4 214 Domare: Jafeth Perea (Panama) | Managua Publik: 4 214 Domare: Jafeth Perea (Panama) |
| 18:00 UTC−6 | 18:00 UTC−6  |                                                  |         |          | Managua Publik: 4 214 Domare: Jafeth Perea (Panama) | Managua Publik: 4 214 Domare: Jafeth Perea (Panama) |
| 18:00 UTC−6 | 18:00 UTC−6  |                                                  |         |          | Managua Publik: 4 214 Domare: Jafeth Perea (Panama) | Managua Publik: 4 214 Domare: Jafeth Perea (Panama) |

|             | 29 mars 2015 | Anguilla | 0 – 3   | Nicaragua                      | Ronald Webster Park                                       |                                                           |
| 17:00 UTC−4 | 17:00 UTC−4  |          | (0 – 2) | Leguías 22′, 67′ Barrera 45+1′ | The Valley Publik: 1 200 Domare: Oscar Moncada (Honduras) | The Valley Publik: 1 200 Domare: Oscar Moncada (Honduras) |
| 17:00 UTC−4 | 17:00 UTC−4  |          |         |                                | The Valley Publik: 1 200 Domare: Oscar Moncada (Honduras) | The Valley Publik: 1 200 Domare: Oscar Moncada (Honduras) |
| 17:00 UTC−4 | 17:00 UTC−4  |          |         |                                | The Valley Publik: 1 200 Domare: Oscar Moncada (Honduras) | The Valley Publik: 1 200 Domare: Oscar Moncada (Honduras) |

Nicaragua avancerade till andra omgången med det ackumulerade slutresultatet 8–0.

### Belize mot Caymanöarna
|             | 25 mars 2015 | Belize | 0 – 0   | Caymanöarna | FFB Stadium                                            |                                                        |
| 20:00 UTC−6 | 20:00 UTC−6  |        | (0 – 0) |             | Belmopan Publik: 1 924 Domare: Oscar Reyna (Guatemala) | Belmopan Publik: 1 924 Domare: Oscar Reyna (Guatemala) |
| 20:00 UTC−6 | 20:00 UTC−6  |        |         |             | Belmopan Publik: 1 924 Domare: Oscar Reyna (Guatemala) | Belmopan Publik: 1 924 Domare: Oscar Reyna (Guatemala) |
| 20:00 UTC−6 | 20:00 UTC−6  |        |         |             | Belmopan Publik: 1 924 Domare: Oscar Reyna (Guatemala) | Belmopan Publik: 1 924 Domare: Oscar Reyna (Guatemala) |

|             | 29 mars 2015 | Caymanöarna  | 1 – 1   | Belize     | Truman Bodden Sports Complex                            |                                                         |
| 19:00 UTC−5 | 19:00 UTC−5  | M. Ebanks 5′ | (1 – 1) | Kuylen 20′ | George Town Publik: 1 800 Domare: Yadel Martínez (Kuba) | George Town Publik: 1 800 Domare: Yadel Martínez (Kuba) |
| 19:00 UTC−5 | 19:00 UTC−5  |              |         |            | George Town Publik: 1 800 Domare: Yadel Martínez (Kuba) | George Town Publik: 1 800 Domare: Yadel Martínez (Kuba) |
| 19:00 UTC−5 | 19:00 UTC−5  |              |         |            | George Town Publik: 1 800 Domare: Yadel Martínez (Kuba) | George Town Publik: 1 800 Domare: Yadel Martínez (Kuba) |

Belize avancerade till andra omgången med det ackumulerade slutresultatet 1–1 genom bortamålsregeln.

### Curaçao mot Montserrat
|             | 27 mars 2015 | Curaçao                            | 2 – 1   | Montserrat | Ergilio Hato Stadium                                      |                                                           |
| 20:00 UTC−4 | 20:00 UTC−4  | Merencia 8′ Zschusschen 39′ (str.) | (2 – 1) | Taylor 24′ | Willemstad Publik: 9 000 Domare: Óscar Dávila (Nicaragua) | Willemstad Publik: 9 000 Domare: Óscar Dávila (Nicaragua) |
| 20:00 UTC−4 | 20:00 UTC−4  |                                    |         |            | Willemstad Publik: 9 000 Domare: Óscar Dávila (Nicaragua) | Willemstad Publik: 9 000 Domare: Óscar Dávila (Nicaragua) |
| 20:00 UTC−4 | 20:00 UTC−4  |                                    |         |            | Willemstad Publik: 9 000 Domare: Óscar Dávila (Nicaragua) | Willemstad Publik: 9 000 Domare: Óscar Dávila (Nicaragua) |

|             | 31 mars 2015 | Montserrat                   | 2 – 2   | Curaçao                 | Blakes Estate Stadium                                               |                                                                     |
| 19:00 UTC−4 | 19:00 UTC−4  | Willer 65′ Woods-Garness 83′ | (0 – 1) | Lachman 41′ Vicento 89′ | St. John's Publik: 500 Domare: Rodphin Harris (Trinidad och Tobago) | St. John's Publik: 500 Domare: Rodphin Harris (Trinidad och Tobago) |
| 19:00 UTC−4 | 19:00 UTC−4  |                              |         |                         | St. John's Publik: 500 Domare: Rodphin Harris (Trinidad och Tobago) | St. John's Publik: 500 Domare: Rodphin Harris (Trinidad och Tobago) |
| 19:00 UTC−4 | 19:00 UTC−4  |                              |         |                         | St. John's Publik: 500 Domare: Rodphin Harris (Trinidad och Tobago) | St. John's Publik: 500 Domare: Rodphin Harris (Trinidad och Tobago) |

Curaçao avancerade till andra omgången med det ackumulerade slutresultatet 4–3.

## Anmärkningslista
1. 1 2  Båda matcherna spelades på Dominica på grund av ett ofullständigt arbete på A. O. Shirley Recreation Ground, Brittiska jungfruöarnas stadion.[1]